# Louis Lumière
Louis Jean Lumière (n. 5 octombrie 1864, Besançon, Franța – d. 6 iunie 1948, Bandol, Provence-Alpes-Côte d'Azur, Franța) a fost un inginer și industriaș francez care a jucat un rol cheie în dezvoltarea fotografiei și a cinematografiei.
Împreună cu Auguste Lumière este considerat inventatorul primului aparat de filmat și a primului aparat de proiecție cinematografică.